# Halda

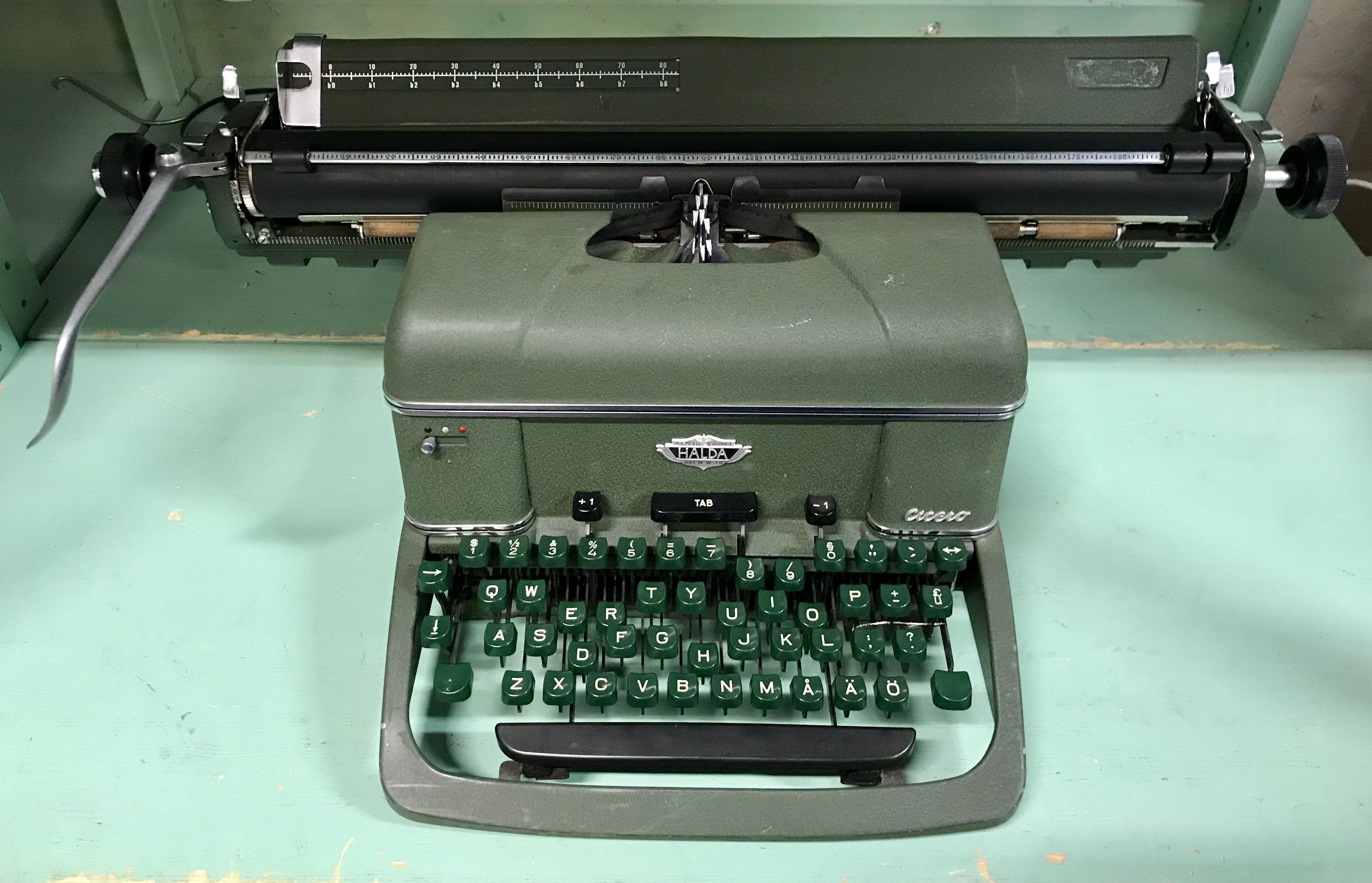
Halda Cicero, en skrivmaskinsmodell som tillverkades 1953–1957.

Halda, ursprungligen Halda Fickurfabrik AB, var en finmekanisk industri i Svängsta. 

## Historik

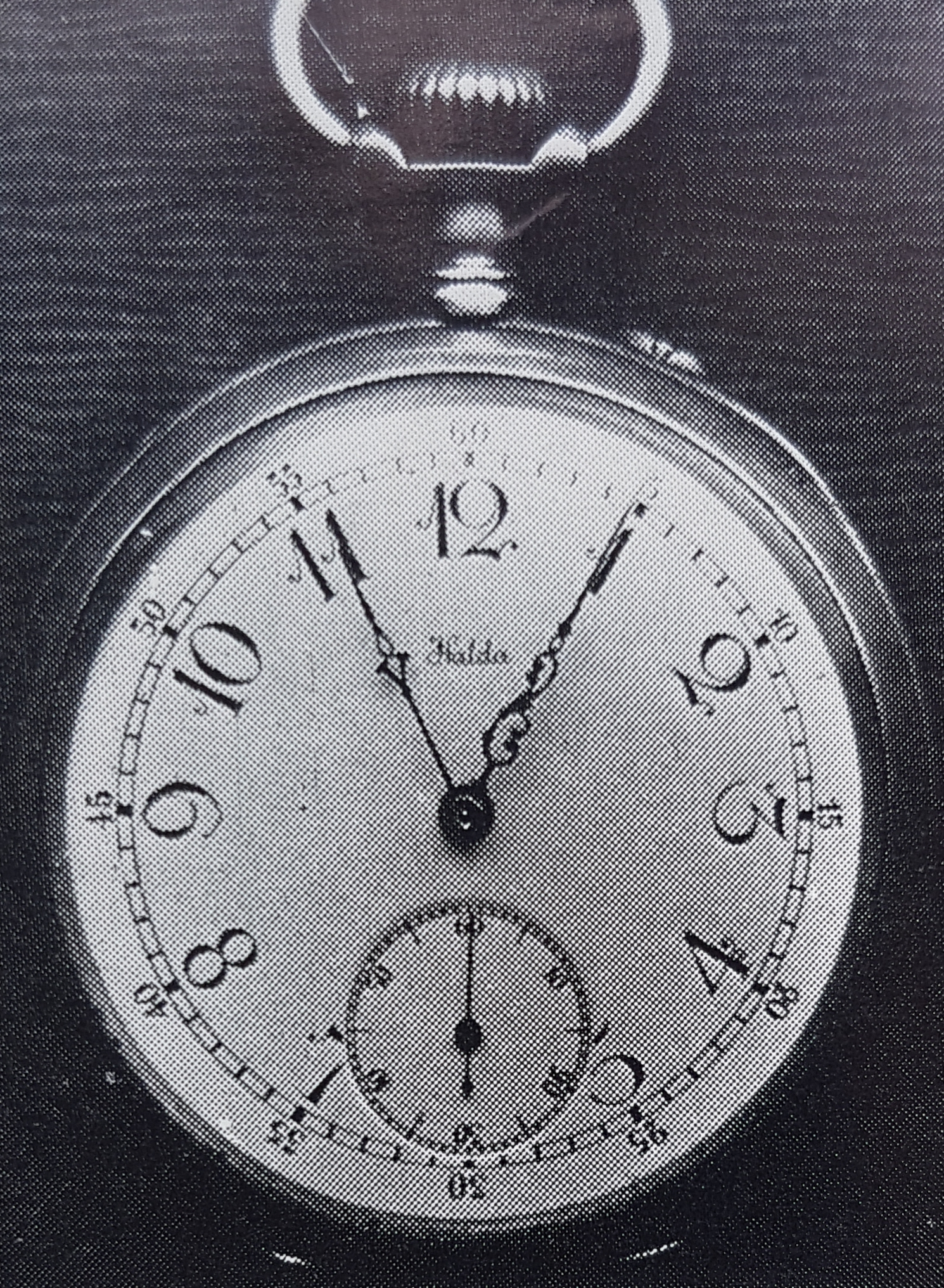
Halda fickur modell S

Halda grundades 1887 av fabrikören Henning Hammarlund (1857–1922) i syfte att tillverka främst fickur. Företagets namn är bildat genom en sammandragning av grundarens namn – Hammarlund(a).
Hammarlund hade efter en gedigen utbildning i bl.a. Schweiz återvänt till Sverige fast besluten att grunda en svensk fickursfabrik. Platsen för denna fann han i det lilla samhället Svängsta vid Mörrumsån i Blekinge.
De första fickuren, Haldauren, presenterades 1889. De belönades 1893 med två prismedaljer på världsutställningen i Chicago. År 1890 började man även tillverka bl.a. taxametrar och 1896 skrivmaskiner.

### Företaget delas

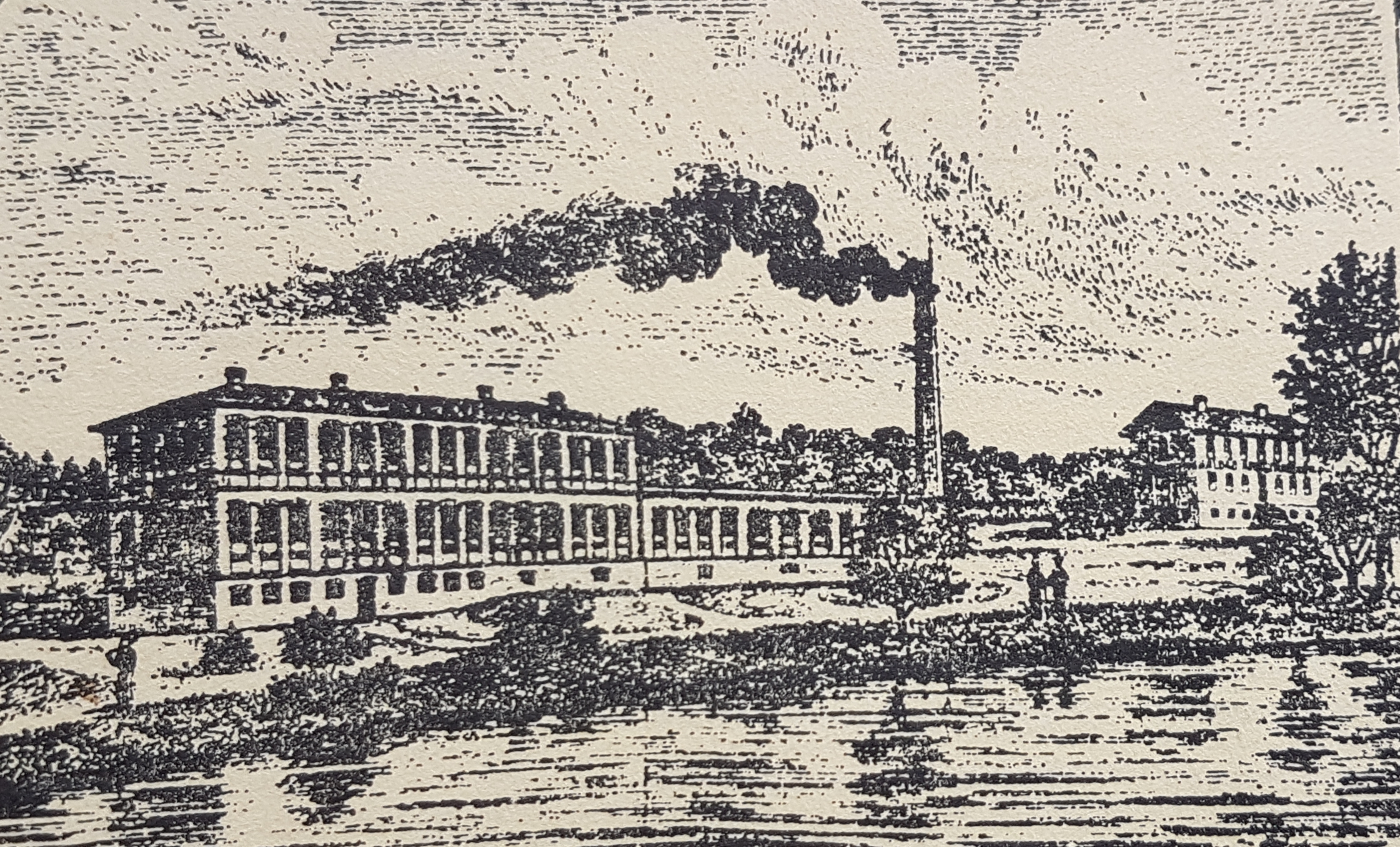
Halda urfabrik i Svängsta tecknad av okänd konstnär.

För att klara den allt mindre efterfrågan på fickur under första världskriget utvecklade Hammarlund nya idéer för tillverkning av skrivmaskiner och taxametrar och framför allt så kallade Telur. Efter ekonomiska problem lades emellertid urtillverkningen ned 1917 – enligt osäkra uppskattningar kan sammanlagt c:a 8000 fickur ha tillverkats mellan 1888 och 1917. Enligt Nordisk Familjebok 1909 års upplaga tillverkades dock enbart under 1907 så många som c:a 600 fickur. 1920 gick företaget i likvidation. Istället övertog ett nytt bolag, AB Halda Fabriker, tillverkningen av skrivmaskiner. Den framgångsrika tillverkningen av taxametrar övertogs av Fabriks AB Haldataxametern, vilket är ursprunget till dagens Haldex AB (bromssystem för tunga fordon) och Halda AB (taxametrar). Dessa företag är inte längre verksamma i Svängsta.

### ABU tar över fickurstillverkningen
Även tillverkningen av fickur levde vidare under urmakare Carl Borgströms regi, som varit anställd vid Halda Fickursfabrik sedan 1904. Borgström köpte upp det kvarvarande lager av urdelar och en del maskiner och började på nytt urtillverkning tillsammans med några urmakare från Fickursfabriken. Företaget, AB Urfabriken (ABU), kom att tillverka fickur fram till 1926 och därefter bl.a. fiskeutrustning. ABU, numera ABU-Garcia AB, ligger fortfarande kvar i Svängsta.

### AB Åtvidabergs Industrier övertar skrivmaskinstillverkningen
AB Halda Fabriker försattes i konkurs 1927 vartefter bolagsnamnet byttes ännu en gång, nu till Halda AB. Verksamheten växte sedan under hela 1930-talet. 1938 övertogs Halda av AB Åtvidabergs Industrier och ombildades i samband med detta till ett dotterbolag under namnet Facit-Halda AB. "Halda" kom dock att finnas kvar som skrivmaskinsmärke inom Åtvidabergskoncernen till år 1957 då man bytte till "Facit". I början av 1970-talet arbetade över 1000 anställda vid fabriken i Svängsta. Under 1970- och 80-talen gick det sämre, och 1987 (samma år som Halda fyllde 100 år) meddelade den dåvarande ägaren Ericsson att de sålt Facit till Norsk Design Data. Facit Holding AB bildades i samband med detta. Trots tillverkning av elektroniska skrivmaskiner och satsning på bordsdatorer och kretskortstillverkning försämrades företagets läge ytterligare. Vid årsskiftet 1992–93 gick företaget i konkurs, och skrivmaskinstillverkningen i Svängsta lades ner.
Produktionen av en äldre modell av Haldamaskinen såldes till ett indiskt företag och svensk personal (en f.d. anställd mekaniker i Facit AB) skickades till Indien för att bistå med kunnande.

### Dagens Halda
Halda Watches i dag kombinerar traditionell urmakarkonst med modern teknik genom sitt modulära tidssystem, som möjliggör byte mellan olika tidmoduler anpassade för specifika användningsområden. Företaget producerar både digitala och mekaniska moduler, där de mekaniska monteras för hand av egna urmakare. 
Tillverkningen sker huvudsakligen i Sverige med olika material. Halda har utvecklat  armbandssystem med militärklassad GPS som ger noggranna data och funktioner direkt på handleden. Företaget jobbar endast med in-house produktion och materialval.